# ابراهیم نبراوی
ابراهیم نَبراوی (؟ - ۱۸۶۲م) پزشک مصری در سدهٔ نوزدهم میلادی بود. اصالتاً از نبروه، در استان غربیه، مصر بود. در قاهره و پاریس پزشکی خواند. رئیس پزشکان مدرسهٔ پزشکی مصر برگزیده شد. عباس پاشا اول او را پزشک ویژهٔ خود گردانید. از فرانسوی آثاری ترجمه کرد، مانند کوتاه دربارهٔ فلسفهٔ طبیعی، کوتاه دربارهٔ اصول طبیعی و تشریح عام که هر دو از آثار آنتوان کلوت Antoine Clot است.